# Kapucijnerlijster
De kapucijnerlijster (Turdus olivater) is een zangvogel uit de familie lijsters (Turdidae).

## Verspreiding en leefgebied
Deze soort telt 8 ondersoorten:
- T. o. sanctaemartae: noordelijk Colombia.
- T. o. caucae: zuidwestelijk Colombia.
- T. o. olivater: oostelijk Colombia, noordelijk en westelijk Venezuela.
- T. o. kemptoni: uiterst zuidelijk Venezuela.
- T. o. paraquensis: zuidwestelijk Venezuela.
- T. o. duidae: centraal Venezuela.
- T. o. roraimae: zuidoostelijk Venezuela, westelijk Guyana en noordelijk Brazilië.
- T. o. ptaritepui: zuidoostelijk Venezuela.